# Munnsville, New York
Munnsville, New York (енгл. Munnsville) град је у америчкој савезној држави Њујорк.

## Демографија
По попису из 2010. године број становника је 474, што је 37 (8,5%) становника више него 2000. године.
| Група             | 2000.       | 2010.       |
| Белци             | 428 (97,9%) | 456 (96,2%) |
| Афроамериканци    | 2 (0,5%)    | 3 (0,6%)    |
| Азијати           | 0 (0,0%)    | 2 (0,4%)    |
| Хиспаноамериканци | 3 (0,7%)    | 3 (0,6%)    |
| Укупно            | 437         | 474         |